# آيت إلوسان عين الشكاك (عين الشكاك)
آيت إلوسان عين الشكاك هو دُوَّار يقع بجماعة عين الشكاك، إقليم صفرو، جهة فاس مكناس في المملكة المغربية. ينتمي الدوّار لمشيخة عين الشكاك التي تضم 4 دواوير. يقدر عدد سكانه بـ 577 نسمة حسب الإحصاء الرسمي للسكان والسكنى لسنة 2004.

## وصلات خارجية
- البوابة الوطنية للجماعات الترابية
- المندوبية السامية للتخطيط